# Stepping into Tomorrow
Stepping into Tomorrow (dt.: Ins Morgen treten) ist ein Jazzfunk-Album des US-amerikanischen Trompeters Donald Byrd, das er im Oktober und Dezember 1974 in Los Angeles aufnahm und das Blue Note Records 1975 veröffentlichte.

## Hintergrund
Stepping into Tomorrow war das dritte in einer Reihe von Alben, die Byrd zusammen mit den Brüdern Larry und Fonce Mizell zu Beginn der 1970er Jahre aufnahm und die starke Elemente von Fusion, Funk und Rhythm and Blues enthielten. Obwohl Jazzkritiker die Alben verrissen, wurde das erste Album der Reihe, Black Byrd, das meistverkaufte Album in der Geschichte von Blue Note Records. Byrd formte nach dem ersten Album eine Gruppe von jungen Musikern der Howard University, die so genannten Blackbyrds, mit denen er die folgenden Alben aufnahm. Gegenüber den ersten beiden Alben der Reihe liegt der Focus in Step into Tomorrow auf melodischen und entspannten Arrangements.

## Rezeption
Nachdem die ersten Alben noch herb kritisiert wurden, wurden die Kritiken am neuen Stil von Byrd nach und nach milder. Andy Kellmann von Allmusic gab dem Album vier von fünf möglichen Sternen und schrieb:

“As ever, those who pined for the approach of Byrd’s ’60s dates would tune out a sublime set of material, but maybe some of those who sniffed at the straightforward nature of some of the rhythms and riffing were won over by the supreme layering of the many components …, not to mention some deeply evocative playing from Byrd himself.”

„Wie gehabt, diejenigen, die Byrds Ansatz der 60er Jahre angeschmachtet haben, wären nicht einverstanden mit einer ganzen Reihe von Material, aber vielleicht waren einige von denen, die an der einfachen Art von einigen Rhythmen und Riffs schnupperten, angetan von der hervorragenden Schichtung der vielen Komponenten…, ganz zu schweigen vom tief beeindruckenden Spiel von Byrd selbst.“

Zurückhaltender in ihrer Bewertung sind Richard Cook und Brian Morton, die dem Album im Penguin Guide to Jazz lediglich zwei (von vier) Sternen verliehen; die Autoren verglichen das Album mit den vorangegangenen Produktionen Blackbyrd (1974) und Street Lady (1973):

“[…] There’s certainly even less worth keeping on both the bubble-brained ‘Stepping into Tomorrow’ and the soupy ‘Places and Spaces’ […]”

„[…] Es ist sicherlich noch weniger wert sich mit dem hohlköpfigen ‚Stepping into Tomorrow‘ und dem schmalzigen ‚Places and Spaces‘ aufzuhalten […].“

## Titelliste
- Donald Byrd – Stepping into Tomorrow (Blue Note – BN-LA368-G)[1]

1. Stepping into Tomorrow – 5:06
2. Design a Nation – 4:19
3. We’re Together – 4:23
4. Think Twice (Sigidi, Mizell, Mbaji) – 6:10
5. Makin’ It (Harvey Mason) – 3:46
6. Rock ‘n’ Roll Again – 6:08
7. You Are the World – 4:29
8. I Love the Girl (Donald Byrd) – 3:52

- Alle Titel wurden von Larry Mizell komponiert, soweit nicht anders vermerkt
- Die Titel Think Twice / We're Together wurden auch als Single (Blue Note BN-XW 650-X) veröffentlicht. Die ebenfalls bei den Sessions aufgenommenen Titel Harvey's Tune, Destination und Hash and Eggs, Hold the Eggs blieben unveröffentlicht.[1]